# Lahsasna
Lahsasna  (in arabo لحساسنة‎?) è un centro abitato e comune rurale del Marocco situato nella provincia di Berrechid, regione di Casablanca-Settat. Conta una popolazione di 9 315 abitanti (censimento 2014).